# خانه شماره یک بادام تک
خانه شماره یک بادام تک؛ نام خانه‌ای تاریخی مربوط به دورهٔ قاجار است و در شهرستان عشق‌آباد، مجموعه بادام تک واقع شده و این اثر در تاریخ ۱۶ اسفند ۱۳۸۴ با شمارهٔ ثبت ۱۴۸۶۱ به‌عنوان یکی از آثار ملی ایران به ثبت رسیده است.